# Ятіянтота (підрозділ окружного секретаріату)
Підрозділ окружного секретаріату Ятіянтота — підрозділ окружного секретаріату округу Кегалле, провінції Сабарагамува, Шрі-Ланка. Складається з 32 Грама Ніладхарі.